# Verchain-Maugré
Verchain-Maugré település Franciaországban, Nord megyében. Lakosainak száma 1103 fő (2022. január 1.). Verchain-Maugré Monchaux-sur-Écaillon, Haspres, Haussy, Quérénaing, Saulzoir, Sommaing és Vendegies-sur-Écaillon községekkel határos.

## Népesség
A település népessége az elmúlt években az alábbi módon változott:
| Lakosok száma | 903  | 927  | 978  | 1013 | 1056 | 1073 | 1087 | 1102 | 1103 |
|               | 2013 | 2015 | 2016 | 2017 | 2018 | 2019 | 2020 | 2021 | 2022 |